# Алма-Атинская и Семипалатинская епархия
Алма-Ати́нская и Семипала́тинская епархия (каз. Алматы және Семей епархиясы) — историческая епархия Русской Православной Церкви с центром в Алма-Ате. На 1999 год объединяла приходы и монастыри на территории: города Алма-Аты, Алматинской, Восточно-Казахстанской, Карагандинской, Павлодарской областей.

## Названия
- Семиреченская и Верненская (викарная) (16 декабря 1916—1920)
- Верненская (викарная) (1920—1927)
- Алма-Атинская (1927—1937)
- Алма-Атинская и Казахстанская (5 июня 1945 — 31 января 1991)
- Алма-Атинская и Семипалатинская (31 января 1991 — 31 марта 1999)

## История
4 мая 1871 года была образована выделением из Оренбургской епархии Туркестанская епархия с центром в городе Верном (с 1921 — Алма-Ата). Кафедральным собором стал построенный в 1858 году в Верном храм в честь святых мучениц Веры, Надежды, Любови и матери их Софии.
В 1916 году центр Туркестанской епархии переместился в Ташкент, но Верненская кафедра сохранилась, став Семиреченским и Верненским викариатством (с 1921 года — Верненским) Туркестанской и Ташкентской епархии. В состав викариатства вошла территория Семиречья на юго-востоке Казахстана.
В 1927 году была образована самостоятельная Алма-Атинская епархия. (Сообщение о том, что с 1927 года она именовалась «Алма-Атинской и Туркестанской» неверно. Ташкент оставался епархиальным центром: в 1927—1933 годах Ташкентскую и Туркестанскую кафедру занимал митрополит Никандр (Феноменов), а в 1933—1936 годах — митрополит Арсений (Стадницкий)).
19 августа 1937 года епископ Тихон (Шарапов) вместе с причтом Введенской церкви был арестован, а 17 октября — расстрелян. Вскоре в епархии не осталось ни одного действующего православного храма, новый епископ назначен не был, а оставшиеся священники тайно совершали литургии в частных домах.
В 1944 году территория Казахстана была включена в состав Ташкентской и Среднеазиатской епархии, правящему архиерею которой удалось добиться открытия 16 декабря того же года церковь в честь Казанской иконы Божией Матери на окраине Алма-Аты.
5 июня 1945 года решением Священного Синода образована Алма-Атинская и Казахстанская епархия на территории Казахстана за исключением Петропавловской и Семипалатинской областей, находившихся в составе Новосибирской епархии.
В 1955 году в связи с ликвидацией Семипалатинской епархии все приходы Русской Православной Церкви на территории Казахской ССР подчинились епископу Алматинскому и Казахстанскому.
14 марта 1957 года из Алма-Атинской епархии была выделена Петропавловская, к которой отошло пять областей: Петропавловская, Акмолинская, Карагандинская, Кокчетавская и Кустанайская. Однако 15 сентября 1960 года епархия была упразднена, и её приходы вновь отошли к Алма-Атинской.
31 января 1991 года из неё были выделены самостоятельные Уральская и Чимкентская епархии.
31 марта 1999 года в связи со столичным статусом города Астаны, Священный Синод выделил его из состава Чимкентской епархии и сделал его центром новой Астанайской и Алма-атинской епархии.

## Епископы
Ташкентская и Туркестанская епархия (кафедра в Верном)
- Софония (Сокольский) (12 ноября 1871 — 26 ноября 1877)
- Александр (Кульчицкий) (12 марта 1877 — 6 августа 1883)
- Неофит (Неводчиков) (6 августа 1883 — 21 ноября 1892)
- Григорий (Полетаев) (22 ноября 1892 — 18 февраля 1895)
- Никон (Богоявленский) (18 января 1895 — 19 июня 1897)
- Аркадий (Карпинский) (9 ноября 1897 — 18 декабря 1902)
- Паисий (Виноградов) (18 декабря 1902 — 20 января 1906)
- Антоний (Абашидзе) (20 января 1906 — 25 июня 1912)
- Иннокентий (Пустынский) (декабрь 1912 — 1917)

Семиреченское и Верненское викариатство Туркестанской епархии
- Сергий (Лавров) (21 января — 3 июля 1917)
- Пимен (Белоликов) (3 июля 1917 — 16 сентября 1918)
- Софроний (Арефьев) (23 июня 1919—1920)

Верненское викариатство Туркестанской епархии
- Леонид (Скобеев) (июнь 1921 — 18 мая 1922) на епархии не был, уклонился в обновленчество
- Сергий (Лавров) (25 января 1925 — 6 февраля 1927) уклонился в обновленчество

Алма-Атинская епархия
- Лев (Черепанов) (сентябрь 1927 — 29 августа 1929)
- Августин (Беляев) (1 октября 1929 — 17 апреля 1930) не смог прибыть в епархию
- Герман (Вейнберг) (17 апреля 1930 — 18 декабря 1932)
- Александр (Толстопятов) (3 сентября 1933 — март 1936)
- Тихон (Шарапов) (30 июля 1936 — 10 ноября 1937)
  - 1937—1945 — пресеклась
- Николай (Могилевский) (5 июня 1945 — 25 октября 1955)
- Ермоген (Голубев) (ноябрь 1955 — 31 мая 1956) в/у, еп. Ташкентский
- Иоанн (Лавриненко) (31 мая 1956 — 14 марта 1957)
- Алексий (Сергеев) (14 марта 1957 — 21 февраля 1958)
- Ермоген (Голубев) (21 февраля — 28 августа 1958) в/у, еп. Ташкентский
- Иннокентий (Леоферов) (9 декабря 1958 — август 1960)
- Иосиф (Чернов) (15 сентября 1960 — 4 сентября 1975)
- Серафим (Гачковский) (13 декабря 1975 — 14 апреля 1982)
- Ириней (Середний) (16 июля 1982 — 28 марта 1984)
- Евсевий (Саввин) (1 апреля 1984 — 20 июля 1990)
- Алексий (Кутепов) (20 июля 1990 — 31 марта 1999)

далее Астанайская и Алматинская епархия